# Eleccions al Parlament d'Ucraïna de 1994
Les Eleccions al Parlament d'Ucraïna de 1994 es van dur a terme entre el 24 de març i el 10 d'abril de 1994. Foren les primeres eleccions parlamentàries després del col·lapse de la Unió Soviètica i la independència d'Ucraïna.
La seva convocatòria es va deure al compromís entre el president d'Ucraïna i la Rada Suprema el 24 de setembre de 1993. Aquell dia, el Parlament va aprovar un decret per a organitzar eleccions parlamentàries el 24 de març de 1994, abans de les eleccions presidencials previstes per al 26 de juny de 1994.

## Convocatòria
Les eleccions es van celebrar d'acord amb el sistema electoral majoritari a 450 regions electorals. Per a ser elegit un candidat calia obtenir més del 50% dels vots i perquè l'elecció sigui vàlida calia que votessin més del 50% dels electors registrats. Les eleccions foren convocades a dues voltes. Si cap candidat obtenia més del 50% en la primera volda, els dos candidats més votats anaven a la segona volta.
La primera volta es va dur a terme el 24 de març de 1994, i la segona volta el 10 d'abril de 1994. En total, a les dues voltes només 338 dels 450 diputats van ser escollits a causa de la baixa participació. A les regions electorals on cap diputat van ser elegits, es convocaren noves eleccions el setembre-octubre de 1994. Després d'aquesta elecció addicional foren escollits en total 405 diputats. Hi va haver noves eleccions a les regions electorals, dels quals no va ser elegit cap diputat, però a la majoria d'ells la repetició va fracassar a causa de l'escassa participació.

## Resultats
Després de les eleccions de març-abril de 1994, es van formar els següents blocs a la Rada (11 de maig de 1994):
| Bloc polítioc                     | Escons | Suport al president                  |
| --------------------------------- | ------ | ------------------------------------ |
| Comunistes d'Ucraïna              | 83     | Oleksandr Moroz, Leonid Kutxma       |
| Bloc Socialista                   | 25     | Oleksandr Moroz                      |
| Moviment Popular d'Ucraïna (Rukh) | 27     | Volodymyr Lanovyi                    |
| Bloc Interregional                | 26     | Leonid Kutxma                        |
| Bloc "Derzhavnist'"               | 25     | Leonid Kravtxuk                      |
| Bloc "Centre"                     | 38     | Leonid Kravtxuk                      |
| Bloc "Agraris d'Ucraïna"          | 36     | Oleksandr Tkachenko, Leonid Kravtxuk |
| Bloc "Reformes"                   | 27     | Volodymyr Lanovyi                    |
| Bloc "Unitat"                     | 25     | –                                    |
| No afiliats                       | 23     | –                                    |
| TOTAL                             | 335    |                                      |

## Composició dels blocs
Els blocs polítics formats a la Rada Suprema d'Ucraïna no representen exactament partits polítics. Partits com el Partit Agrari d'Ucraïna (SelPU) i els Agraris per la Reforma (AZR) (dissidents SelPU) van formar el Bloc Agraris d'Ucraïna, encara que alguns dels diputats, especialment de SelPU, es va unir al Bloc Socialista. El Partit Republicà Ucraïnès "Assemblea" (URP), el Congrés dels Nacionalistes Ucraïnesos (KUN), i el Partit Democràtic d'Ucraïna (DemPU) van formar el Bloc Electoral Derzhavnist (Estat). Així es formaren els següents blocs:
- Els blocs d'esquerra electoral: els Comunistes d'Ucraïna, el bloc socialista, i el Partit Camperol d'Ucraïna,
- Els blocs de dreta electoral: Moviment Popular d'Ucraïna i Derzhavnist
- Els blocs electorals de centre: bloc interregional, Unitat i Agraris per la Reforma
- Els blocs electorals de centredreta: Reformes i Centre